# La Cloche fêlée
Pour les articles homonymes, voir Cloche (homonymie).
La Cloche fêlée est un journal vietnamien qui parut entre 1923 et 1926 à Saïgon. Son titre évoquait le poème éponyme de Baudelaire, et le spleen qui l'accompagne.
Il fut créé notamment par Nguyen An Ninh et Phan Van Truong, anti-colonialistes vietnamiens. Son directeur était Eugène Dejean de la Bâtie,.
Le premier numéro sort le 11 décembre 1923, il porte en exergue : « Organe de propagande des idées françaises » puis à partir de 1925 « Le Peuple est tout, l’État a une importance secondaire, le prince n’est rien ». Sa philosophie est inspirée de Rousseau et Diderot, mais veut indiquer comme l'exprimera plus tard Nguyễn An Ninh : « le conflit entre deux civilisations qui se sont ignorées est aujourd’hui intense… la jeunesse annamite est comme prise dans un remous, ne sachant vers où nager… Mais un groupe de cette jeunesse a pris sa décision. Il tend ses bras vers la France ».
Le 24 mars 1926, Nguyễn An Ninh et Eugène Dejean de la Bâtie sont arrêtés. Le journal s'arrête mais Nguyễn An Ninh continuera d'écrire sous un nouveau titre L'Annam. Titre qui évoque un peu plus le nationalisme.
Ngô Văn raconte cette aventure dans son livre Au pays de la cloche fêlée, tribulations d’un Cochinchinois à l’époque coloniale.